# Royal Society for the Prevention of Cruelty to Animals
A Royal Society for the Prevention of Cruelty to Animals (RSPCA) é uma associação existente na Inglaterra e em Gales, que promove o bem-estar dos animais.
Em 2009, a RSPCA investigou 280 queixas de crueldade e resgatou 293 animais. É a organização de direitos animais maior e mais antiga do mundo, além de ser uma das maiores organizações benéficas do Reino Unido, com 1505 empregados (a partir de 2008).